# پومپئو باتونی
پومپئو باتونی (انگلیسی: Pompeo Batoni; ۲۵ ژانویهٔ ۱۷۰۸ – ۴ فوریهٔ ۱۷۸۷) نقاش اهل ایتالیا بود. نقاش ایتالیایی بود که دانش فنی محکمی را در پرتره‌های خود و تصاویر متعدد تمثیلی و اسطوره‌ای خود به نمایش گذاشت. تعداد بالای بازدیدکنندگان خارجی که در سرتاسر ایتالیا سفر می‌کردند و به رم می‌رسیدند در طول گرند تور هنرمند را به سمت تخصص در پرتره سوق داد.